# Fossalto
Fossalto är en ort och kommun i provinsen Campobasso i regionen Molise i Italien. Kommunen hade 1 264 invånare (2018).